# アトリエ・オザンファン
アトリエ・オザンファン（Aterlier ozenfant、オザンファン邸とも）は、ル・コルビュジエが設計したフランス、パリの14区レイユ通りにある近代建築のスタジオ住宅。1924年竣工。

## 概要
- 設計者 - ル・コルビュジエ
- 依頼主 - アメデエ・オザンファン
- 住所  - 53, avenue Reille, 75014 Paris
- 年代 - 1922～1924年
- 用途 - アトリエ住宅
- 構造 - 鉄筋コンクリート造

## 建築構造
アトリエ・オザンファンは,シトロアン住宅というル・コルビュジエが機械時代の可能性と要求に基づきいくつもの解釈を提案したうちのひとつである。1階にサービス区画とガレージを有し、螺旋階段から直接入るピアノ・ノービレには、前面に主要居住空間が、背面にはギャラリーがあり、そして最上階はスタジオとなっている。シトロアン住宅の特徴とされる、コンクリートの床スラブと柱、工業的な金属サッシュをもつガラスのファサード、自由に配置された支えのない間仕切り壁、中2階をもつ支配的な2層の高さをもつスタジオと、その端部を巡回する通路が、この建物の表現を支配している。この住宅が近隣のアーツ・アンド・クラフツ住宅や、典型的なパリの住宅と一線を画しているのは、ねじれた連続が理由である。それは、前面の四角いシトロアン住宅を不整形の角地につなげるという意味においてどっちつかずの状態で、ファサードは、コーナーの構造に関して明白なシンメトリーとなっているが、内部ではプランでもプログラムでもシンメトリーが欠如していること、圧縮された玄関ホール、螺旋階段といった要素に起因する。

## 所在地
- 53, avenue Reille, 75014 Paris
- 北緯48度49分26秒 東経2度19分58秒 / 北緯48.82389度 東経2.33278度